# ヘスス・エラダ
ヘスス・エラダ・ロペス (Jesús Herrada López, 1990年7月26日 - )は、スペイン 、モタ・デル・クエルボ出身の自転車競技選手。
兄のホセ・エラダも自転車競技選手。

## 戦績
2012
- ブエルタ・ア・アストゥリアス 区間優勝（第2aステージ）

2013
- スペイン選手権 個人ロードレース 優勝
- ツール・デュ・ポワトゥー＝シャラント  ヤングライダー賞、 スプリント賞（第5ステージ優勝）

2014
- ツール・ド・ロマンディ  ヤングライダー賞
- ルート・デュ・スュド 区間優勝（第1ステージ）
- ツール・デュ・ポワトゥー＝シャラント  ヤングライダー賞（第5ステージ優勝）

2015
- ブエルタ・ア・アストゥリアス  ポイント賞（第2ステージ優勝）
- ツール・デュ・リムザン 区間優勝（第2ステージ）

2016
- クリテリウム・デュ・ドフィネ 区間優勝（第2ステージ）

2017
- スペイン選手権 個人ロードレース 優勝

2019
- トロフェオ・セス・サリネス～カンポス～ポレレス～フェラニトクス（英語版） 優勝
- ツール・ド・ルクセンブルク  総合優勝、 ポイント賞（第3,4ステージ優勝）
- モン・ヴァントゥー・デニヴェレ・チャレンジ（英語版） 優勝
- ブエルタ・ア・エスパーニャ 区間優勝（第6ステージ）

2021
- トロフェオ・セラ・デ・トラムンタナ 優勝

2022
- クラシック・グラン・ブサンソン・ドゥー（英語版） 優勝
- ブエルタ・ア・エスパーニャ 区間優勝（第7ステージ）

2023
- ツアー・オブ・オマーン 区間優勝（第2ステージ）
- ツール・デュ・ドゥー 優勝
- ブエルタ・ア・エスパーニャ 区間優勝（第11ステージ）